# Privolni (Kavkázskaya, Krasnodar)
Privolni (del ruso: Привольный) es un jútor del raión de Kavkázskaya del krai de Krasnodar, en el sur de Rusia. Está situado en la orilla izquierda del río Chelbas, frente a Vnukovski, 15 km al noroeste de Kropotkin y 128 km al nordeste de Krasnodar, la capital del krai. Tenía 769 habitantes en 2010.
Es cabeza del municipio Privólnoye, al que pertenecen asimismo Vostochni, Vnukovski, Krásnaya Zvezda, Poltavski y Pribrezhni.

## Economía
La principal actividad económica de la localidad es la agricultura y la cría de cerdos (OAO "Michúrina", ОАО «Мичурина»).